# Tecomella
Tecomella, monotipski biljni rod iz porodice katalpovki smješten u tribus paleotropske klade . Jedina je vrsta 	T. undulata, drvo rasprostranjeno u Omanu, i od jugozapadnog Irana do sjeverozapadne Indije. 

## Opis
Ovo drvo u narodnim nazivima je poznato kao “medeno drvo”, “pustinjska tikovina”, roheda i rohida. To je listopadno ili gotovo zimzeleno drvo pustinjskih ili suhih krajeva. Javlja se na ravnim i valovitim područjima uključujući blage padine brda, a ponekad i u klancima. Vrlo dobro uspijeva na stabiliziranim pješčanim dinama, koje doživljavaju ekstremno niske i visoke temperature. Listovi su uski, pomalo kopljasti, valovitih rubova, dugi 5-12 cm. U proljeće stvara prekrasne upadljive cjevaste cvjetove žute, narančaste i crvene boje. Plod je duga, tanka, blago zakrivljena čahura duga do 20 cm, s okriljenim sjemenkama. Roheda se uglavnom koristi kao izvor drveta za ogrjev i izradu drvenog ugljena. Goveda i koze jedu lišće drveta. Deve, koze i ovce jedu cvijeće i mahune. Roheda ima važnu ulogu u ekologiji. Djeluje kao drvo koje veže tlo širenjem mreže bočnih korijena na gornjoj površini tla. Djeluje kao zaštita od vjetra i pomaže u stabilizaciji pomicanja pješčanih dina. Smatra se domom ptica i pruža utočište drugim pustinjskim divljim životinjama. Hladovina krošnje je zaklon za goveda, koze i ovce tijekom ljetnih dana.

## Medicinska upotreba
Kora dobivena iz stabljike koristi se kao lijek za sifilis. Također se koristi u liječenju poremećaja mokrenja, povećanja slezene, gonoreje, leukoderme (vitiligo) i bolesti jetre. Sjemenke se koriste protiv apscesa.
- Tecomella undulata u pustinji Thar (Radžastan).
- T. undulata
- T. undulata
- T. undulata

## Sinonimi
- Bignonia glauca Decne.; V. Jacquem., Voy. Inde 4: 137 (1841)
- Bignonia tropaeolum Jacquem. ex DC.; Prodr. [A. DC.] 9: 223 (1845)
- Bignonia undulata Sm.; Exot. Bot. 1: 35, t. 19 (1805)
- Gelseminum undulatum (Sm.) Kuntze; Revis. Gen. Pl. 2: 480 (1891)
- Tecoma glauca DC.; Prodr. [A. DC.] 9: 223 (1845)
- Tecoma undulata (Sm.) G.Don; Gen. Syst. 4: 223 (1837)